# Carl Boysen (Handballspieler)
Carl „Kuddel“ Boysen (* 10. November 1912 in Flensburg; † 26. November 2009) war ein deutscher Polizist und Handballnationalspieler, der insgesamt zehn deutsche Meisterschaften gewann. Von 1965 bis 1973 war er Inspekteur der Bereitschaftspolizeien der Länder.

## Leben
Der gebürtige Flensburger Boysen wuchs in Kiel auf und wurde dann Polizist in Hamburg. Daneben spielte er als Torwart Feldhandball und gehörte in den 1930er-Jahren dem Kader der deutschen Nationalmannschaft an. Ab 1939 hütete er das Tor der SV Polizei Hamburg, mit der er 1941 und 1943 Deutscher Meister wurde.
Boysen beantragte am 2. November 1937 die Aufnahme in die NSDAP und wurde rückwirkend zum 1. Mai desselben Jahres aufgenommen (Mitgliedsnummer 5.362.839), war 1942/43 Bataillonskommandeur beim II./16. SS-Polizeiregiment in Litauen und Lettland und anschließend Ia-Offizier beim Befehlshaber der Ordnungspolizei in Paris sowie Major der Schupo. In einer Habilitationsschrift zur deutschen Schutzpolizei der Nachkriegszeit wird im Zusammenhang mit seiner Ernennung zum Stabschef der Hamburger Schutzpolizei Mitte der 1950er Jahre die Position vertreten: „Boysen hatte zwar während der NS-Herrschaft auch hohe Führungspositionen in der Polizei innegehabt, galt aber als menschlich sehr integer.“
Nach dem Ende des Zweiten Weltkriegs wurde Boysen im Rahmen der Entnazifizierung vorübergehend aus dem Polizeidienst ausgeschlossen und spielte in dieser Zeit beim Hamburger SV. Nach seiner Rückkehr zur SV Polizei gewann er mit dieser 1950, 1951, 1952 und 1953 die Deutsche Meisterschaft im Hallenhandball sowie 1951, 1952, 1953 und 1955 die deutsche Meisterschaft im Feldhandball. Für den Meisterschaftsgewinn 1951 wurde er mit dem Silbernen Lorbeerblatt ausgezeichnet.
Beruflich schaffte er den Aufstieg zum Polizeidirektor und wurde vom Hamburger Senator der Polizeibehörde Helmut Schmidt dem damaligen Bundesminister des Innern Hermann Höcherl als Inspekteur der Bereitschaftspolizeien der Länder empfohlen. 1965 wechselte er von seinem Posten als Hamburger Polizeidirektor in sein neues Amt als Bundesinspekteur der Bereitschaftspolizei. Dieses Amt bekleidete er bis zu seiner Pensionierung 1973.
Von 1975 bis 1977 war Boysen 1. Vorsitzender des Hamburger Handball-Verbands.